# Groclant

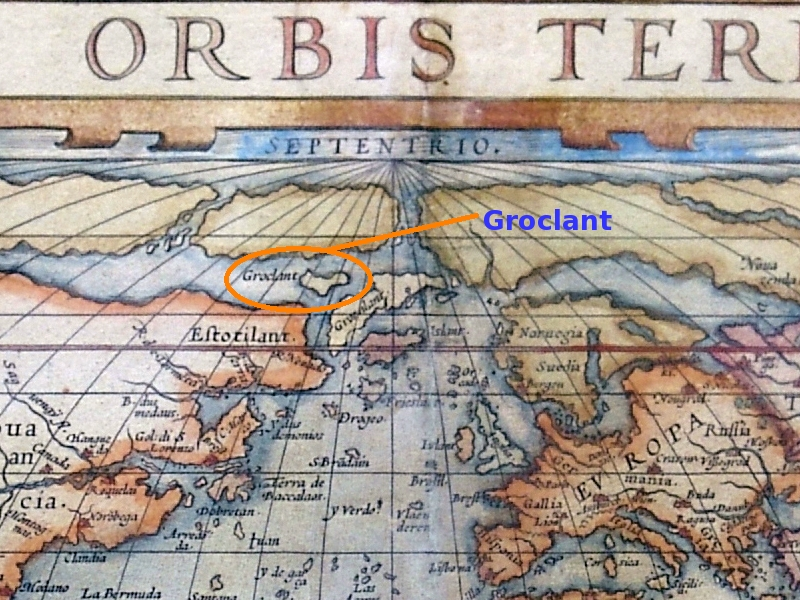
Groclant widoczna na mapie Abrahama Orteliusa z 1572 roku

Groclant – nieistniejąca w rzeczywistości wyspa, na skutek pomyłki umieszczana na kilku mapach z przełomu XVI i XVII wieku.
Przedstawiana jako ląd położony na zachód od Grenlandii wyspa Groclant trafiła na mapy prawdopodobnie na skutek nieporozumienia, poprzez zniekształcenie w manuskryptach nazwy tej pierwszej (Groeland) i spotęgowanie zamieszania wiedzą o istnieniu położonej niedaleko Ziemi Baffina. Jako jeden z pierwszych umieścił ją na swojej mapie świata z 1569 roku Gerard Merkator, później w ślad za nim błąd ten powtarzali kolejni kartografowie. Gdy jednak wraz z postępem eksploracji wód północnego Atlantyku nie udało się potwierdzić istnienia takiego lądu, wkrótce znikł on z map. Jako jeden z ostatnich uwiecznił go Matthias Quadus w 1608 roku.